# 龙坪水库
龙坪水库是中国湖北省黄冈市黄梅县境内的一座水库，位于龙坪河上，建于1963年。水库正常库容为9660万立方米，平均水深为19.10米，集雨面积为86平方千米，海拔为73.5米。